# Ipochus
Ipochus – rodzaj chrząszczy z rodziny kózkowatych i podrodziny zgrzypikowych.

## Zasięg występowania
Przedstawiciele tego rodzaju występują w  południowo-zachodnim. USA oraz zachodnim Meksyku.

## Systematyka
Do Ipochus należą 2 gatunki:
- Ipochus fasciatus
- Ipochus insularis